# King George V Stadium
King George V Stadium – to stadion piłkarski w Bandżulu, stolicy Gambii. Jest obecnie używany głównie dla meczów piłki nożnej i jest domową areną klubów piłkarskich GAMTEL Bandżul, Real Bandżul i Young Africans FC. Stadion może pomieścić 3 000 widzów.